# 시선AI
시선AI(Secern AI Co. Ltd.)는 대한민국의 영상인식 인공지능 기업이다.  본사는 서울특별시 강남구 테헤란로22길 12에 위치해 있으며 대표이사는 남운성이다.

## 사업
2019년 11월 부산 벡스코에서 개최한 한아세안특별정상회의에서 얼굴인식 출입 시스템을 제공하였으며, 인천공항 스마트패스 사업에 참여하는 등 대규모 B2G사업에 참여했다. 2024년부터 해외사업을 수주하고, 아랍에미레이트 Bayanat Engineering과 JV구축 협약을 맺었다.

## 투자
2020년 64억원 규모의 시리즈A 투자에서 다원자산운용이 투자하였으며 2021년 250억원 규모 시리즈B 투자에 SKS-PE, 신영증권, 유진자산운용, DB금융투자, 한국채권투자자문이 투자하였다.
2023년 5월 19일 공모가 1만 5000원으로 코스닥 시장에 상장했다.

## 같이 보기
- 셀바스에이아이
- 위세아이텍
- 한국전자인증
- 토마토시스템
- 드림씨아이에스

## 참고문헌
1. ↑  씨유박스, 싱가포르 핀테크 페스티벌서 영상인식 AI 선봬, 디일렉, 2023년 11월 17일
2. ↑  엄호식, 씨유박스, 250억원 규모 시리즈B 투자유치 성료, 보안뉴스, 2021년 4월 20일
3. ↑  박형수, 씨유박스, 의료AI로 1조 유니콘 꿈이룬다…세계 1위 AI얼굴인식, 아시아경제, 2023년 9월 8일